# Mezinárodní soutěž J. S. Bacha
Mezinárodní soutěž J. S. Bacha (Internationaler Johann-Sebastian-Bach-Wettbewerb) je hudební soutěž v interpretaci klasické hudby, která se koná od roku 1950 v Lipsku.
Soutěží se v kategoriích varhany, cembalo, klavír, zpěv, housle a violoncello. Mezinárodní porota je složena z osobností, soutěž se skládá ze tří vylučovacích kol a nese jméno Johanna Sebastiana Bacha, který v Lipsku působil.

## Ocenění
Z českých účastníků byli oceněni např. Jaroslav Tůma, Ivan Klánský, Petr Sovadina.